# Việt sử tiêu án
Việt Sử Tiêu Án (chữ Hán: 越史標案) là bộ sử viết bởi Ngô Thì Sĩ ở Đàng Ngoài, hoàn thành năm 1775. Tác phẩm đề cập đến lịch sử Việt Nam từ thời thượng cổ Hồng Bàng đến giai đoạn ngoại thuộc nhà Minh.